# チャールズ・プラット (初代カムデン伯爵)

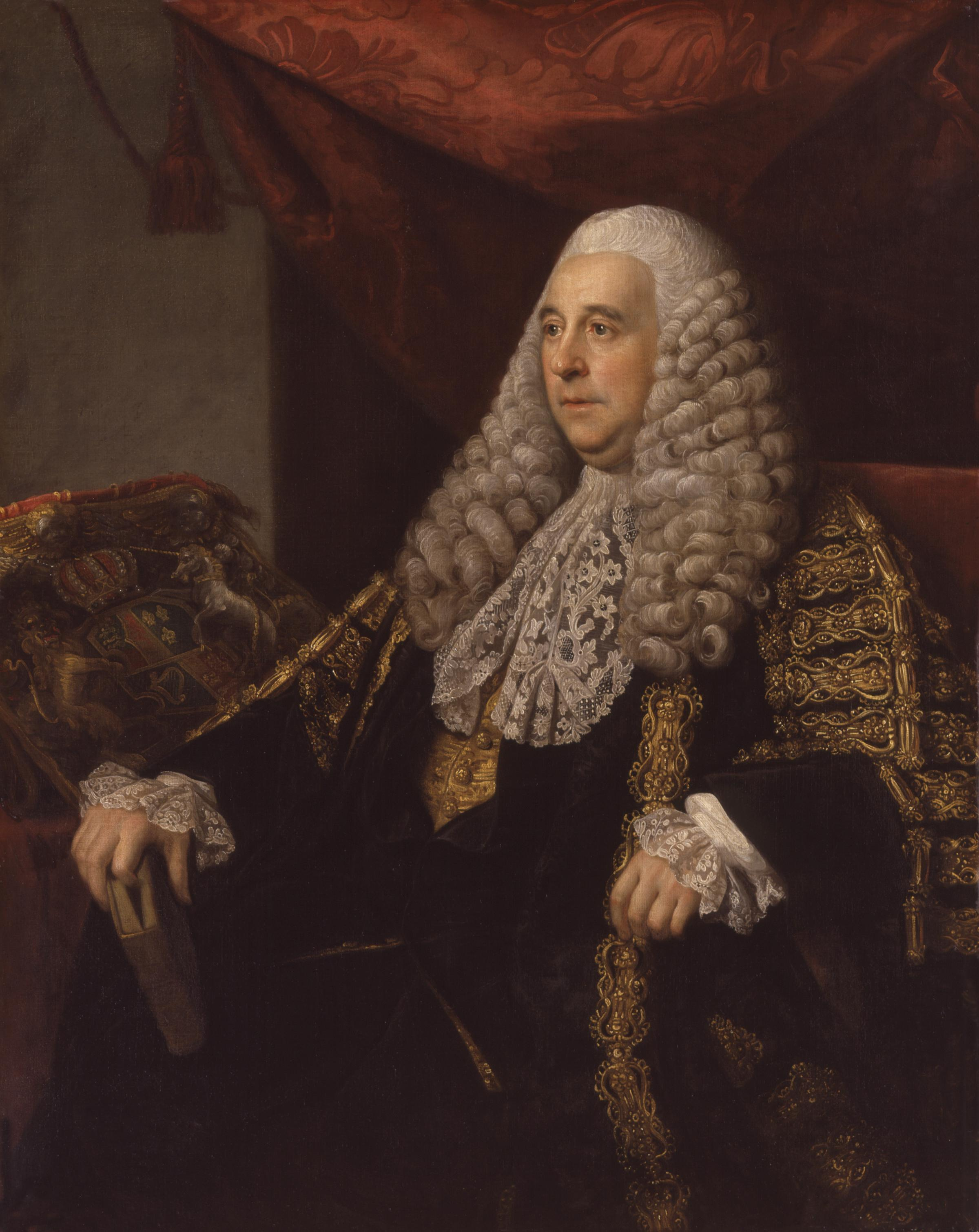
ナサニエル・ダンスによる肖像画、1767年から1769年ごろ。

初代カムデン伯爵チャールズ・プラット（Charles Pratt, 1st Earl Camden PC KC FRS、1714年3月21日洗礼 – 1794年4月18日）は、グレートブリテン王国の裁判官、政治家、貴族。法務長官、民訴裁判所主席裁判官、大法官、枢密院議長を歴任した。
『オックスフォード英国人名事典』で判決にホイッグ党、あるいは大ピットの政治観の影響があると評されたが、1763年のジョン・ウィルクスに対する一般逮捕状（general warrant）を無効とする判決は広く賞賛され、1774年のドナルドソン対ベケット事件における（発表済みの著作の）コモン・ローに基づく永久著作権を無効とする主張は白田秀彰から辛辣で綿密と評された。

## 生涯

### 弁護士
裁判官ジョン・プラットと2人目の妻エリザベス（ヒュー・ウィルソンの娘）の息子として、ケンジントンで生まれ、1714年3月21日に同地で洗礼を受けた。1725年から1731年までイートン・カレッジで教育を受け、同時代の学友としてウィリアム・ピット（大ピット）、ジョージ・リトルトン、ホレス・ウォルポール、スニード・デイビスがいる。1731年にケンブリッジ大学キングス・カレッジに入学、1734年にフェローに選出され、1735/1736年にB.A.、1739年にM.A.の学位を修得した。イートン在学中の1728年6月5日にインナー・テンプルにも入学しており、ケンブリッジ大でも主に法学と憲法史について学んだ。このときに憲法を自由の防衛手段としてみる法律観が形成された。その後、1738年6月17日にミドル・テンプルで弁護士資格免許を取得した。1742年4月8日、王立協会フェローに選出された。
しかし弁護士業は王座裁判所と西部巡回裁判所の両方で順調ではなく、一時廃業して聖職者に転職することを考えたほどだった。意気消沈したプラットをみた友人デイビスは弁護士業で無名から「至高の栄光の座に上り詰めた」（pleaded their way to glory's chair supreme）人物の頌歌でプラットを励ました。
この数年後に転機が訪れた。友人で弁護士のロバート・ヘンリーがプラットを部下にして、ヘンリーが病気になったときにプラットが代理で裁判に出たのであった。プラットはその裁判が終結するまで担当弁護士を務め、自身の能力を示したことで名声を得て、弁護士業も軌道に乗った。
1752年、プラットは出版業者ウィリアム・オーウェン（William Owen）の弁護人を務めた。1750年のウェストミンスター選挙区における補欠選挙をめぐり、アレグザンダー・マレー閣下が「脅迫と扇動的な行動」により起訴され、1751年2月にニューゲート監獄に投獄されており、この事件に関するThe Case of the Hon. Alexander Murray, Esq., in an Appeal to the People of Great Britain, more particularly the Inhabitants of the City and Liberty of Westminsterという題名のパンフレットが同年に出版された。当局は捜査の末、出版業者オーウェンを逮捕し、オーウェンは1752年7月6日に裁判にかけられた。罪状は治安妨害的誹毀であり、プラットは弁護で陪審団の権限について、出版の有無に関する事実認定のほか、治安妨害的誹毀の有無に関する法律認定も有するとして、陪審団からの無罪判決を勝ち取った。

### 法務長官
1755年に勅選弁護士に選出され、1756年から1757年までジョージ王太子の法務長官を務めた。ちょうどこの時期にミノルカ島陥落により首相ニューカッスル公爵が危機に直面し、法律家ウィリアム・マレーが叙爵により庶民院を離れる予定だったため、ニューカッスル公爵は自派に属する法律の専門家を新しく庶民院に引き入れようとし、ホイッグ党支持で知られるプラットは自然な人選となった。しかしプラットが野党に属する王太子の家政部門で官職についていたため、大法官のハードウィック伯爵は1756年8月にこのタイミングでプラットを推すことが野党からの引き抜きに等しいとして、しばらく待つべきだと主張した。ハードウィック伯爵は10月に再度ニューカッスル公爵から相談を受け、同様の理由で反対した。
ハードウィック伯爵が2度目の反対を表明したときにはニューカッスル公爵と大ピットの接近が予想されており、大ピット派のトマス・ポッターは10月17日にプラットを法務長官に任命することを提案した。このときは検討の末、ピット＝デヴォンシャー公爵内閣においてロバート・ヘンリーとチャールズ・ヨークがそれぞれ法務長官と法務次官に留任した。
1757年6月に新しい内閣に向けて交渉が行われると、大ピットはプラットの法務長官任命を強く主張し、ニューカッスル公爵がハードウィック伯爵に対し「（任命を）今しなければならない。そうしなければ、すべてが確実に水の泡になる」と述べるに至った。これにより、1757年7月の第2次ニューカッスル公爵内閣でプラットが法務長官に就任した。同7月にダウントン選挙区の補欠選挙に出馬して、無投票で当選、1761年イギリス総選挙でも無投票で再選した。
法務長官として1758年人身保護法案を提出して、人身保護令状の適用範囲を広げようとした。3月16日の庶民院における第二読会ではチャールズ・ヨークが反対、大ピットが賛成し、採決なしで可決されたが、4月24日の貴族院における第二読会ではマレー（このときにはマンスフィールド男爵に叙された）とハードウィック伯爵に反対され、否決された。
同1758年にジョン・シベアーを起訴し、オーウェンの裁判と同様に陪審団の権限を主張した。このほか、フローレンス・ヘンジーのスパイ容疑（1758年）と第4代フェラーズ伯爵ローレンス・シャーリーの殺人容疑（1760年）をめぐる裁判にも関わった。
1759年にバース市裁判所記録官に就任した。

### 民訴裁判所主席裁判官

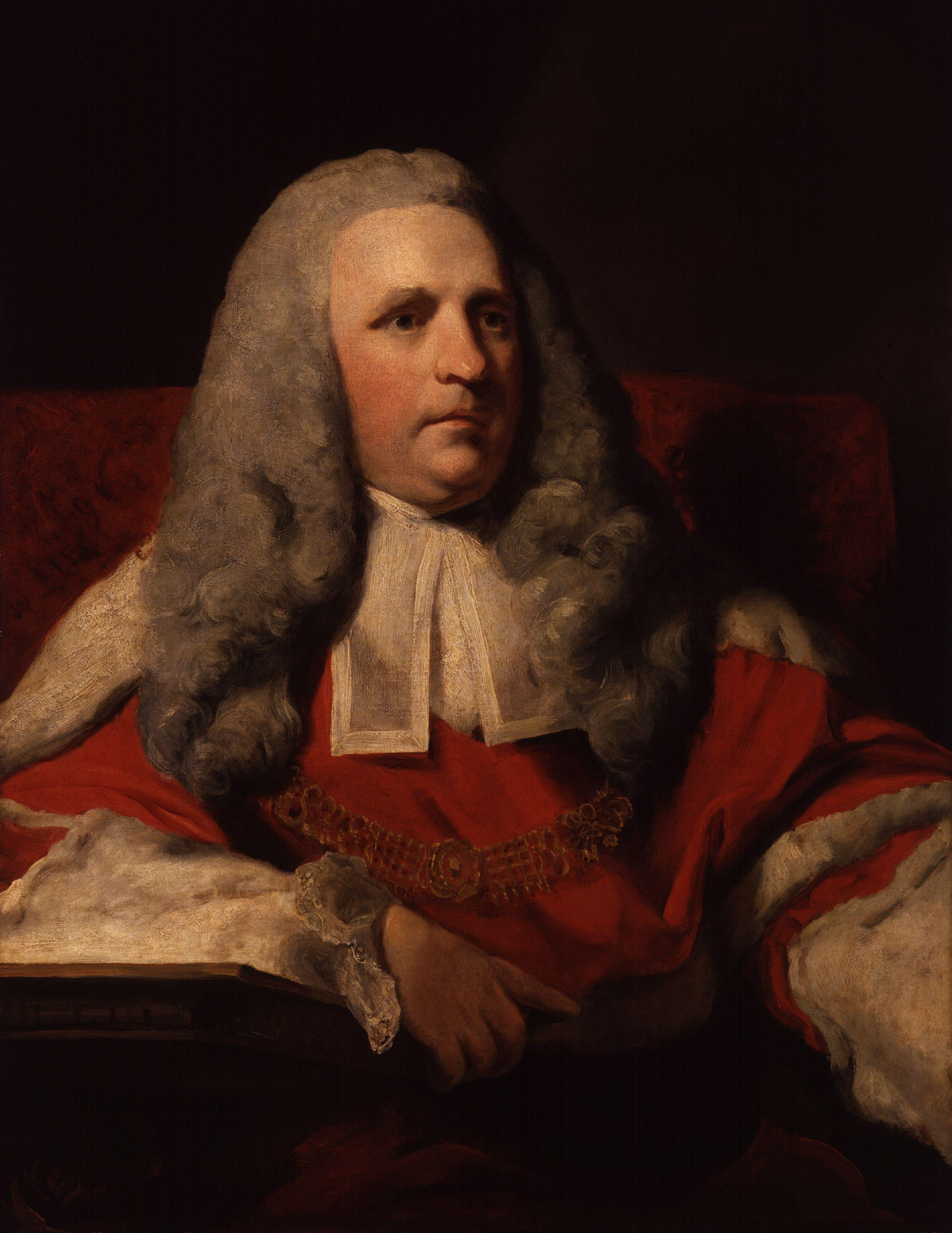
ジョシュア・レノルズによる肖像画、1765年から1766年ごろ。

1761年10月に大ピットが辞任したとき、プラットは第3代ビュート伯爵ジョン・ステュアートの説得を受けて留任したが、同年12月15日に民訴裁判所主席裁判官サー・ジョン・ウィリスが死去すると、状況が変わった。このとき、ウィリスの後任の人選にプラットが噂され、プラットははじめ曖昧な回答をしたが、最終的にはビュート伯爵への相談を経て受諾して、1761年12月28日に騎士爵に叙され、1762年1月23日に民訴裁判所主席裁判官に、2月15日に枢密顧問官に就任した。
ジョン・ウィルクスが『ノース・ブリトン』45号を発表すると、国務大臣の名義で一般逮捕状（general warrant）が出され、ウィルクスは1763年4月30日に逮捕された。この事件により一般逮捕状の適法性が問題視され、ウィルクスが人身保護令状を請求すると、プラットは同日のうちにその発行を承認してウィルクスを釈放した。その後、ウィルクスに対する特定逮捕状（particular warrant）が発行され、ウィルクスがロンドン塔に投獄されたが、プラットは今度はウィルクスが庶民院議員であり、議会特権を有するとして、再びウィルクスを釈放した。この判決に対し、庶民院は11月に文書扇動罪を議会特権の適用外とすることを議決したが、一般逮捕状の有効性はウィルクス対ウッド（Wilkes v. Wood、1763年12月6日）、リーチ対マネー（Leach v. Money、1763年12月10日）両事件で再度否定された。これらの判決によりプラットは人気を得て、ロンドン、エクセター、ノリッジの名誉市民に選出された。1766年4月には庶民院が一般逮捕状の発行を批判する決議案を可決した。
1765年7月17日にグレートブリテン貴族であるケント州カムデン・プレイスのカムデン男爵に叙され、12月17日に貴族院議員に就任した。貴族院での初演説は1765年印紙法に対する米州13植民地の反応を取り上げたものであり、カムデン男爵は同法を憲法違反と批判した。1766年宣言法案への反対演説では代表なき課税を単なる強盗であると批判した。これらの演説はマンスフィールド男爵の反論を受け、以降2人は多くの議題について論争した。

### 大法官
チャタム伯爵に叙された大ピットがチャタム伯爵内閣を組閣すると、カムデン男爵は1766年7月30日に大法官に就任した。このとき、民訴裁判所主席裁判官を退任する代償に1,500ポンドの年金と息子ジョン・ジェフリーズへの財務省出納官の復帰権（reversion、現職の退任後に就任する権利）を与えられた。
1766年の不作により飢饉が起きるおそれが生じると、政府はその対処として穀物の輸出禁止を実施しようとしたが、議会が閉会中だったため、カムデン男爵の助言に基づき枢密院勅令で穀物法の施行を一時停止して、穀物の輸出を禁止した。しかしこの勅令は違法であり、議会が開会すると、政府は同年11月にこの違法な行動を免責する法案を提出せざるを得ず、議会で野党に専制政治と批判された。このとき、カムデン男爵が「たかが40日間の専制」と気にもしなかったため、マンスフィールド男爵や覆面作家ジュニアスに批判された。
内閣は1767年にタウンゼンド諸法を制定、1769年のジョン・ウィルクスのミドルセックス選挙事件をめぐりウィルクスを失職させようと行動したが、カムデン男爵はいずれも支持しなかったため、閣議で抗議したのち、これらの議題が貴族院で討議されたとき一言も発さなかった。また1768年10月14日にチャタム伯爵が辞任してグラフトン公爵内閣が成立したが、カムデン男爵は辞任しなかった。
しかし1770年1月9日にチャタム伯爵が議会で内閣を攻撃すると、カムデン男爵が同調したため、1月17日に罷免され、チャールズ・ヨークが後任となった。

### 野党時代
大法官を罷免されると、カムデン男爵は野党に転じ、1770年5月にチャタム伯爵が提出したウィルクスの庶民院議員復帰法案に賛成、1772年王室婚姻法による国王大権の拡大に反対した。1774年2月に貴族院でドナルドソン対ベケット事件が審議され、著作権者が（発表済みの著作の）コモン・ローに基づく永久著作権が主張されたとき、著作権者による出版独占を強く批判した。この判決により、同年4月に成文法で永久著作権を成立させようとした書籍販売業者法案が提出され、5月に庶民院で可決されたが、カムデン男爵は第6代デンビー伯爵バジル・フィールディング、大法官の初代アプスリー男爵ヘンリー・バサーストとともに反対論を展開して、同5月に貴族院で法案を廃案に追い込んだ。もっとも、この時期には痛風により政治への関与を減らしていたという。
1775年にチャタム伯爵によるアメリカ独立戦争回避への努力を支持し、同年5月17日にケベック法廃止法案を提出した（可決せず）。そして、戦争が勃発すると、政府が議会の許可なしにハノーファー兵をジブラルタルとメノルカ島のポート・マオンに駐留させたことと募兵したことを批判し、リッチモンド公爵、グラフトン公爵、チャタム伯爵が提出した停戦議案に賛成した。
1778年にチャタム伯爵が死去すると、カムデン男爵は同年6月2日にチャタム伯爵の未亡人や子女に年金を与える法案で伯爵への賛辞を述べた。5月の娘婿ロバート・ステュアート（のちの初代ロンドンデリー侯爵）への手紙で意気消沈した心情を吐露し、「チャタム伯爵と一緒のとき、私は彼の腰ぎんちゃくのようだった。今の中身のない私は（中略）他人の庇護を受けるには大物になりすぎ、他人を庇護するほどの大物にもなれていない」と述べた。カムデン男爵はチャタム伯爵の死後もしばらく野党活動を続けたが、1781年1月に第四次英蘭戦争開戦の理由となったイギリス政府の政策を批判した後、一時政界から引退した。

### 枢密院議長
1782年にノース内閣が崩壊して第二次ロッキンガム侯爵内閣が成立すると、カムデン男爵は政界に復帰して枢密院議長に就任した。閣僚として1782年憲法によるアイルランド王国の独立立法権付与に賛成した。
1782年7月に首相ロッキンガム侯爵の死によりシェルバーン伯爵内閣が成立したときは留任したが、1783年3月にフォックス＝ノース連立内閣の成立に伴い辞任した。同年12月にはチャールズ・ジェームズ・フォックスのイギリス東インド会社規制法案に反対して、倒閣に一役買ったが、続く第一次小ピット内閣にはすぐに入閣せず、1年近く経過した後の1784年12月1日になって再び枢密院議長に就任した。
小ピット内閣期には貴族院で初代ラフバラ男爵アレグザンダー・ウェッダーバーンによる野党活動に対抗して、内閣の政策を擁護した。1786年5月13日、グレートブリテン貴族であるカムデン伯爵とサセックス州ベイハム・アビーのベイハム子爵に叙された。1785年に首相小ピットの選挙法改正案に賛成、1788年から1789年にかけての摂政法危機では議会が摂政を指名する権利を主張し、野党のジョージ王太子に摂政への就任権があるとする主張をはねつけた。本来ならば大法官の初代サーロー男爵エドワード・サーローが主導すべき議論だったが、サーローが曖昧な態度に終始したためカムデン伯爵が代行した。
この時期にはさらに健康が悪化したが、ジョージ3世のたっての希望により死去するまで留任し、カムデン伯爵が閣議に出席できるよう閣議がカムデン伯爵の邸宅で開かれたこともあった。貴族院での最後の演説は1792年6月1日に行われ、フォックスが主導した1792年名誉毀損法に賛成する内容だった。1792年名誉毀損法は文書が名誉毀損かどうかを判断する権限が裁判官でなく陪審団にある、というカムデン伯爵が長らく主張していたことを成文法に明記した法律である。
1791年、アメリカ合衆国のメイン州カムデンがカムデン伯爵に因んで命名された。
1794年4月18日にメイフェアのヒル・ストリートで死去、サリー州シールで埋葬された。息子ジョン・ジェフリーズが爵位を継承した。

## 人物
背が低かったが、顔立ちは整っており、明るいほほえみがそれを彩った。会話、音楽と演劇を好み、読書ではロマンスを多く読んだが、文人の機嫌を取ることはせず、リテラリー・クラブへの入会を否決された。美食家でもあり、1783年にフランス王国を訪れて帰国した後、品質の悪い肉を調味料でごまかすフランス料理を痛烈に批判した。
ウィリアム・サール・ホールズワースなどの法制史家は大法官としてのカムデンを賞賛した。しかし、『オックスフォード英国人名事典』はカムデンがホイッグ党の思想に影響された判決を出した、もしくはチャタム伯爵に追随するあまり伯爵に有利な法律意見を出したと評した。同書はチャタム伯爵への忠実さも1761年と1768年の留任（チャタム伯爵は首相を辞任したが、カムデンはそれぞれ法務長官と大法官にしばらく留任した）で疑問が残ると指摘した。

## 家族
1749年10月4日、エリザベス・ジェフリーズ（Elizabeth Jeffreys、1779年12月10日没、ニコラス・ジェフリーズの娘）と結婚、1男4女をもうけた。
- フランシス（英語版）（1751年ごろ – 1833年1月18日） - 1775年6月7日、ロバート・ステュアート（のちの初代ロンドンデリー侯爵）と結婚、子供あり[14]
- エリザベス（1826年5月没[13]）
- サラ（1817年4月7日没） - 1779年11月、ニコラス・プライス（Nicholas Price、1754年10月1日 – 1840年3月13日）と結婚、子供あり[15]
- ジョン・ジェフリーズ（1759年2月11日 – 1840年10月8日） - 第2代カムデン伯爵、初代カムデン侯爵[4]
- ジェーン（1761年7月23日洗礼 – 1825年9月1日） - 1780年4月15日、初代準男爵サー・ウォルター・ジェームズ（1759年2月8日 – 1829年10月8日）と結婚、子供あり[16]

## 関連図書
- Wood, James, ed. (1907). "Camden, Charles Pratt, first Earl of" . The Nuttall Encyclopædia (英語). London and New York: Frederick Warne.
- Chisholm, Hugh, ed. (1911). "Camden, Charles Pratt, 1st Earl" . Encyclopædia Britannica (英語). Vol. 5 (11th ed.). Cambridge University Press. p. 100.